# Liwiec
Liwiec (eller Liw) er en flod i Polen der er en biflod til floden Vestlige Bug.
Liwiec løber på sletterne i den sydlige del af  Podlaskie Voivodeskab og den centrale del af Masoviske Voivodeskab. Den er 142 kilometer lang og har et afvandingsområde på 2.763 kvadratkilometer.
Kilden til Liwiec ligger nordvest for Międzyrzec Podlaski nær Siedlce og krydser Wyszków, Liw, Węgrów og Stara Wieś.
Dens nedre Æstuarium og sammenløbet med Bug-floden ligger nær byerne Wyszków og Kamieńczyk.
Den er et Natura 2000-område og fuglebeskyttelsesområde.

## Galleri
- Liwiec−Liw floden.
- Liwiec nær Kamieńczyk.
- Liwiec nær flodmundingen.